# Христианское государство

Страны, в которых христианство является официальной религией, отмечены синим цветом

Христианское государство — концепция государства, признающего христианство своей официальной религией и часто имеющего государственную церковь (также называемую официальной церковью). Эта церковь является деноминацией, поддерживающей правительство и поддерживаемой правительством.
К числу исторических христианских государств принадлежали Аксум, Армения, Макурия и Священная Римская империя, а также Римская империя и её наследник Византийская империя; Российская империя, Испанская империя, Британская империя, Португальская империя и Франкская империя.
Сегодня несколько стран официально идентифицируют себя как христианские государства или имеют государственные церкви, в том числе Аргентина, Армения, Коста-Рика, Сальвадор, Англия, Греция, Сербия, Мальта, Монако, Замбия, Ватикан, Грузия и Венгрия.
Христианское государство противопоставляется светскому государству,  атеистическому государству, или другому религиозному государству, такому как еврейское государство, или исламское государство.

## История
Армянская апостольская церковь относит своё основание к 301 году, когда царь Трдат III обратился в христианство и провозгласил христианство официальной государственной религией, хотя эта дата оспаривается. В 380 году три римских императора издали Фессалоникийский эдикт (Cunctos populos), сделавший Римскую империю христианским государством и утвердивший никейское христианство в форме его государственной церкви в качестве официальной религии.
После падения Западной Римской империи в конце V века Восточная Римская империя при императоре Юстиниане I (годы правления 527–565) стала основным в мире государством римского права, греческой культуры и греческого языка. В этом христианском государстве, где почти все подданные исповедовали веру в Иисуса, «огромное количество художественных талантов было вложено в строительство церквей, церковные церемонии и церковное убранство».
Как христианское государство Армения «приняла христианство как религию царя, знати и народа». В 326 году, по официальному преданию Грузинской православной церкви, после обращения Мириан III и Наны Грузия стала христианским государством; римский император Константин Великий прислал клириков для крещения народа. В IV веке после обращения Эзаны Аксумское царство также стало христианским государством.
В Средние века были предприняты усилия для создания панхристианского государства путём объединения стран в рамках христианского мира. В эту эпоху имел значение христианский национализм; христиане стремились вернуть свои утраченные исторические территории, такие как Святая земля и Северная Африка.